# Hiện tượng foehn
Hiện tượng foehn (gió phơn) chỉ việc gió sau khi vượt qua núi trở nên khô và nóng. Ở Việt Nam, hiện tượng foehn vào mùa gió Tây Nam thường được dân gian gọi là gió Lào hoặc gió phơn Tây Nam khô nóng.

## Tên gọi
Foehn có nguồn gốc từ tiếng Đức (föhn) chỉ thứ gió ở vùng núi Alps, nhờ nó khu vực Trung Âu được hưởng khí hậu ấm áp.
Ở những nơi khác trên thế giới, hiện tượng này được gọi bằng các tên khác. Chẳng hạn, ở Mỹ và Canada gọi là chinook, và có nơi gọi là Diablo hay gió Santa Ana. Còn ở Tây Ban Nha gọi là gió Bilbao. Ở Việt Nam gọi là gió Lào. Nói chung, thường đặt tên cho gió này theo tên địa phương nơi xảy ra.

## Bản chất

Hiện tượng foehn.

Gió hình thành và chuyển động song song với mặt đất. Khi bị núi chắn ngang thì gió phải vượt lên cao, lên tầng không khí loãng và lạnh hơn, khiến cho hơi nước ngưng tụ, gây mưa bên triền núi hứng gió và đồng thời làm gió giảm áp suất. Khi đã qua đỉnh núi thì gió trở thành một luồng khí khô hạ áp nên khi đi từ trên cao xuống, gặp không khí đặc hơn gió sẽ bị nén lại. Quá trình đó làm tăng nhiệt độ của gió (quá trình đoạn nhiệt trong nhiệt động lực học). Kết quả là bên triền núi hứng gió (đoạn lên núi) thì gió ẩm, mát và gây mưa nhiều nhưng bên triền núi khuất gió (đoạn xuống núi) thì gió lại khô và nóng. Dãy núi càng cao, thì khi xuống núi mức gia tăng nhiệt độ càng lớn và càng khô.

## Hậu quả
Gió khô nóng nên dễ gây ra hỏa hoạn, nhất là cháy rừng. Đặc biệt, nó làm cho khí hậu ở các vùng mà nó thổi tới trở nên có nhiệt độ cao hơn và khô hơn gây các cây xanh khô héo...

## Hiện tượng foehn ở Việt Nam
Gió Tây Nam khô nóng là thuật ngữ mà các nhà chuyên môn ở Việt Nam dùng để chỉ hiện tượng này. Gió hình thành từ vịnh Thái Lan, di chuyển theo hướng Tây Nam - Đông Bắc qua Campuchia và Lào. Khi tiếp cận dãy núi Trường Sơn thì gió tăng tốc, vượt qua và tràn xuống vùng Bắc Trung Bộ và Trung Trung Bộ. Gió thường xuất hiện từ đầu tháng Tư đến giữa tháng Chín, thường bắt đầu thổi từ 8-9 giờ sáng cho đến chiều tối, thổi mạnh nhất từ khoảng gần giữa trưa đến xế chiều. Gió khô và nóng, nên làm cho khí hậu các vùng nói trên trở nên khắc nghiệt. Độ ẩm có khi xuống 30% trong khi nhiệt độ có khi lên tới 43°C. Với bầu trời nắng chói chang, gió lại thổi đều đều như quạt lửa nên cây cỏ héo khô, ao hồ cạn kiệt, con người và gia súc bị ngột ngạt, rất dễ phát sinh hoả hoạn.
Một số công trình nghiên cứu làm mát gió Tây Nam khô nóng đã được tiến hành và đề xuất việc đào các hồ nước, phá bớt núi đá trọc để tăng độ ẩm cho gió.
Ngoài các vùng trên, hiện tượng foehn cũng thấy xảy ra ở Mường Thanh và ở Sa Pa (gọi là gió Ô Quý Hồ).